# Вавельський дракон (скульптура)
Вавельський дракон (пол. Smok Wawelski) — бронзова скульптура на відкритому повітрі роботи Броніслава Хромого 1972 року, що зображує легендарного Вавельського дракона. Згідно з початковим задумом, дракона мали частково занурити у води річки Вісли. Однак виявилося, що сміття, яке несе річка, осідає на скульптурі. Тому в 1972 році він був розміщений на камені над річкою Вісла біля Вавельського пагорба, поруч із нинішнім виходом із Лігва дракона.
Навесні 1973 року всередині скульптури встановлено вогнедишну газову установку; автором і виконавцем газоелектричної системи був Фелікс Проховнік. Дракон дихає вогнем кожні три хвилини.

Скульптура є однією з найвідоміших туристичних визначних пам'яток Кракова.

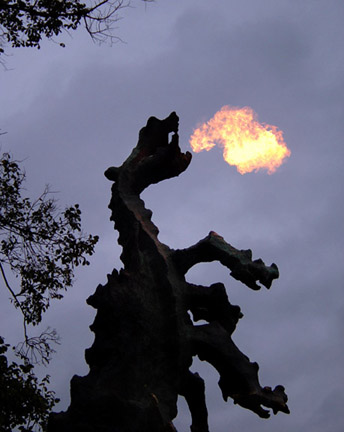
Дихання вогнем